# Studio Jack
有限公司STUDIO JACK（日语：有限会社スタジオじゃっく）是一家位於日本東京都澀谷區，專門從事動畫美術背景製作的日本動畫工作室。成立於1970年。

## 概要、沿革
STUDIO JACK的前身為「ANIME STUDIO JACK」背景部門，1967年9月在東京都保谷市（今西東京市）增設。
1968年3月，搬遷至澀谷區新宿。
1970年4月，由當時在籍的鈴木森繁與八村博也兩人共同在澀谷區千駄谷現址，正式成立「有限公司STUDIO JACK」。
1997年4月，STUDIO JACK的創辦元老之一鈴木森繁逝世，由八村博也繼任。2013年，金村勝義就任代表董事社長。同時，由八村博也就任代表董事會長。
主要承包MADHOUSE、STUDIO COMET、OLM、Diomedéa的作品的美術背景製作，包括OLM的代表作品《神奇寶貝》系列大部分幾乎被STUDIO JACK承包。在海外，也承包了韓國的ARTMAX、STUDIO BEAM和ArtRain三家同樣為背景製作公司的部分美術背景製作。

## 主要參與作品
※粗體字表示合作至今的作品。

### 電視動畫

#### 日本國內
蟲製作公司
- 多羅羅（1967年）
- 淘氣偵探團（日语：わんぱく探偵団）（1967年）
- 安徒生物語（日语：アンデルセン物語）（1970年）
- 飄泊的太陽（1971年）
- 萬能旋風兒（日语：国松さまのお通りだい）（1971年－1972年）
- （1973年）

TMS Entertainment (東京電影新社)
- 巨人之星（1968年）
- 鲁邦三世（1977年－1980年）
- 鐵人28號 (1980年版)（1980年－1981年）
- 六神合體（1981年－1982年）
- 驅魔少年（擔任偶數話，2006年－2008年）

日本電視台動畫
- 晚霞總長（日语：夕やけ番長）（1968年）－東京電視動畫時期。
- 哆啦A夢 (日本電視台版)（1973年）

龍之子製作公司
- 噴嚏大魔王（1969年）
- 土包子大將（日语：いなかっぺ大将）（1970年）
- 科學小飛俠（1972年－1974年）
- （1973年）
- 昆蟲物語 新孤兒哈奇（日语：昆虫物語 みなしごハッチ）（1974年）

日昇動畫
- 水晶宮（日语：ハゼドン）（1972年－1973年）－創映社時期。
- 奧運高手（1996年－1997年）

KnacK
- （1974年）
- 小王子（1978年－1979年）
- Cybot Robotchi（日语：サイボットロボッチ）（1982年－1983年）

日本動畫公司
- 北海小英雄（1974年）[1]
- 天方夜譚（1975年－1976年）
- 大飯桶（日语：ドカベン）（1976年－1979年）
- 小露露與她的朋友（日语：リトル・ルルと小さな仲間）（1976年－1977年）
- 野球狂之詩（日语：野球狂の詩）（1978年）
- 天才小釣手（1980年－1982年）
- 漫畫伊索寓言（日语：まんがイソップ物語 (テレビアニメ)）（1983年）
- 天才小魚郎（1997年－1998年）
- 咕嚕咕嚕魔法陣 心跳♡傳說（2000年）

Group Tac
- （1976年）
- 伊賀野河馬丸（1983年－1984年）
- 陽光伙伴（日语：陽当たり良好!）（1987年－1988年）
- 小巫仙（1992年－1993年）
- 貓狗寵物街（1993年、1994年）
- 秀逗泰山阿達（1993年－1994年）
- 暖暖日記（1995年）[2]
- 伊沙米大冒險（1995年－1996年）
- 火魅子傳（日语：火魅子伝）（1999年）
- 大嘴鳥（1999年－2001年）
- 風雲爆彈娘（2000年）
- 仰天人間（日语：仰天人間バトシーラー）（2001年）
- 足球小將翼 (平成版)（2001年－2002年）[3]
- 鐵子之旅（日语：鉄子の旅）（2007年／背景）

DAX INTERNATIONA
- 漫畫入門物語系列
  - 漫畫世界昔話（日语：まんが世界昔ばなし）（1978年－1984年）
  - 漫畫為什麼物語（日语：まんがどうして物語）（1984年－1986年）
  - 新漫畫原來如此物語（日语：まんがなるほど物語）（1986年－1988年）
  - 有趣漫畫入門講座（日语：まんがはじめて面白塾）（1988年－1991年）
- 巴黎的伊莎貝爾（日语：巴里のイザベル）（1979年）

MADHOUSE
- 馬可·波羅遊記（1979年－1980年）
- 炸彈人 彈珠人爆外傳V（1999年－2000年）
- 櫻花大戰 (TV動畫)（2000年）
- 戰鬥陀螺（2001年）
- 銀河天使（2001年－2004年）
- 向阳之树（2000年）
- 迷糊天使（2002年）
- 馭龍少年（2002年－2003年）
- 極道鮮師（2004年）
- 夢使者（2006年）
- 背騎少女（2009年）
- 彩雲國物語（2006年－2008年）
- 童話槍手小紅帽（2006年－2007年）
- 惡魔獵人（2007年）
- 黑塚 KUROZUKA（2008年）
- 青色文學系列：跑吧！美樂斯（2009年）
- 超自然檔案：THE ANIMATION（背景，2011年）

EIKEN
- 海螺小姐（1969年－）[4]
- 玻璃假面（1984年）
- 你好，我叫敦子（日语：ハーイあっこです）（1988年－1992年）
- 人小鬼大（1992年－1994年）
- 妙廚老爹（1992年－1995年）[5]

土田製作公司
- （1980年－1982年）
- 漫畫日本史（日语：まんが日本史 (日本テレビ)）（1983年－1984年）

SHIN-EI動畫
- 忍者哈特利（1981年－1987年）
- 週刊故事樂園（日语：週刊ストーリーランド）（1999年－2001年）

圓谷製作
- 宇宙小超人物語（1986年）
- 超人力霸王公司（日语：ウルトラマンカンパニー）（1996年）[6]

SHAFT
- 貓咪也瘋狂（1988年－1989年）[7]
- 嬉皮笑園（2005年）[8]

Studio Pierrot
- 小松君 (1988年版)（1988年－1989年）
- 貓狐警探（日语：はいぱーぽりす）（1997年）
- 東京喰種系列
  - 東京喰種（2014年）
  - 東京喰種√A（2015年）

葦Production (今PRODUCTION REED)
- 鐵拳小子（日语：鉄拳チンミ）（1988年）
- 戀愛小魔女（2003年）
- F-Zero 法爾康傳說（日语：F-ZERO ファルコン伝説）（2003年－2004年）

STUDIO COMET
- 勇者鬥惡龍（1989年－1991年）
- 校園七大不可思議神秘事件（日语：ハイスクールミステリー学園七不思議）（1991年－1992年）
- （1992年）
- 小小男子漢（1992年－1994年）
- 足球小將翼J（1994年－1995年）
- 水色時代（1996年－1997年）
- （1997年）
- 頭文字D (第1期)（1998年）
- 機甲發明小子（1998年－1999年）
- 超級發明小子（日语：発明BOYカニパン）（1999年）
- 仙魔大戰2000（日语：ビックリマン2000）（1999年－2001年）[9]
- 戀愛占卜師（2001年－2002年）
- 哨聲響起（2002年－2003年）
- 陸奧圓明流外傳 修羅之刻（2004年）
- 棉花糖樂園（包含美術指導，2004年－2005年）
- 校園迷糊大王系列
  - 校園迷糊大王（2004年－2005年）
  - 校園迷糊大王 二學期（2006年）
- 蜜桃女孩（2005年）
- 涼風（2005年）
- 極速方程式（2005年－2006年）
- 衝吧！徹之進，又譯狗狗向前衝[10]（2006年）
- 神聖十月（2007年）
- 寶石寵物系列
  - 寶石寵物（2009年－2010年）
  - 寶石寵物 Twinkle☆（2010年－2011年）
  - 寶石寵物 Sunshine（2011年－2012年）
  - 寶石寵物 Kira☆Deco！（2011年－2012年）
  - 寶石寵物 Happiness（2013年－2014年）
- Lady 寶石寵物（2014年－2015年）（2014年）[11]

OLM
- 愛天使傳說（1995年－1996年）
- 宇宙小毛球（1995年－1997年）
- 神奇寶貝系列
  - 神奇寶貝（1997年－2002年）
  - 神奇寶貝超世代 （2002年－2006年）
  - 神奇寶貝鑽石&珍珠（2006年－2010年）
  - 神奇寶貝超級願望（2010年－2012年）
  - 神奇寶貝超級願望 第2季（2012年－2013年）
  - 神奇寶貝超級願望 第2季 Episode N（2013年）
  - 神奇寶貝超級願望 第2季 杰可羅拉冒險（2013年）
  - 神奇寶貝XY（2013年－2015年）
  - 神奇寶貝XY&Z（2015年－播放中）
- Gift ～eternal rainbow～（2006年）
- 閃電十一人系列
  - 閃電十一人（2008年－2011年）
  - 閃電十一人 GO（2011年－2012年）
  - 閃電十一人 GO 時空之石（2012年－2013年）
  - 閃電十一人 GO 銀河（2013年－2014年）

MAGICBUS
- 企鵝掌門人（日语：バケツでごはん）（1996年）
- 酷妹當家，又譯丫頭三白眼（1996年－1997年）[12]
- 學級王山崎（1997年－1998年）
- 元氣五胞胎（2001年－2002年）[12]

SATELIGHT
- 淘氣小愛神（1995年－1996年）
- 花鈴的魔法戒（2007年）

AIC
- 吸血姬美夕（1997年－1998年）
- 女孩萬歲系列
  - 女孩萬歲 first season（2004年）
  - 女孩萬歲 second season（2005年）
- 砂沙美魔法少女俱樂部（2006年－2007年）
- GA 藝術科美術設計班（2009年）

A.C.G.T
- 七小花（2002年）
- 決鬥王Duel Masters系列[13]
  - 決鬥王Duel Masters（2002年－2003年）[14]
  - 決鬥王Duel Masters Charge（2004年－2006年）
- 戀風（2004年）
- 青檸色之戰奇譚 X（2005年）
- 灌籃少年（2003年）
- 妳是主人我是僕（2008年）

ZEXCS
- 魔法人力派遣公司（擔任第8話的背景，2007年－2008年）
- H2O -FOOTPRINTS IN THE SAND-（2008年）
- 我家有個狐仙大人（2008年）

ARTLAND
- GUNSLINGER GIRL -IL TEATRINO-（2008年）
- 泰坦尼亞（2008年－2009年）

Diomedéa
- 乃木坂春香的秘密系列
  - 乃木坂春香的秘密（2008年）
  - 乃木坂春香的秘密 Purezza♪（2009年）
- 銀狐（2013年）
- 惡魔的謎語（2014年）
- 銃皇無盡的法夫納（2015年）
- 美男高校地球防衛部LOVE！（2015年）

STUDIO DEEN
- WASIMO（日语：WASIMO）（2014年－2016年）
- 幕末ROCK（2014年）
- 寶石寵物 魔法變身（2015年）[15]
- 昭和元祿落語心中（2016年、2017年）

Brain's Base
- 我們大家的河合莊（2014年）
- BLOOD LAD 血意少年（2014年）
- 青春×機關槍（2015年）

其它
- 5（總承包商不明，1979年）
- 北斗神拳（總承包商：東映動畫，1984年－1987年）
- 奇蹟女孩（總承包商：Japan Taps，1993年）
- 劍勇傳說YAIBA（總承包商：Pastel，1993年）
- 忍者亂太郎（總承包商：亞細亞堂，1993年－）
- 美少女戰鬥隊（總承包商：J.C.STAFF，1994年）
- 去吧！稻中桌球社（總承包商：GROUPER PRODUCTION（日语：グルーパープロダクション），1995年）
- 大家的歌「蛋糕店」（日语：みんなのうた）（1998年）
- 星之卡比（總承包商：STUDIO SIGN（日语：スタジオ・ザイン），2001年－2003年）
- 寶貝婆婆（總承包商：BANDAI VISUAL，2002年）
- 青青校樹（總承包商：Studio Matrix，2003年）
- 真魔神 衝擊！Z篇（總承包商：BEE·MEDIA、Code，2009年）
- 我們沒有翅膀（總承包商：Nomad，2011年）
- 生存遊戲社（總承包商：Studio Pirrot+，2014年）

#### 國外
- Ulysse 31（日语：宇宙伝説ユリシーズ31）（1988年）[16]
- 美國華特迪士尼公司合作系列
  - 迪士尼劇場：妙妙熊歷險記（1985年－1991年）[17]
  - 小美人鱼（1992年－1994年）
  - 狡猾飛天德（1991年－1992年）
  - （1991年）
- X戰警 (1994年東京電視台版)（1994年）
- （1996年）[18]

### 電視動畫特別篇
OLM
- 神奇寶貝 超夢！重現風雲再起（日语：ポケットモンスター ミュウツー! 我ハココニ在リ）（2000年）
- 神奇寶貝 雷公雷的傳說（2001年）

其它
- 加油！我們的Hit and Run（日语：ヒット・エンド・ラン）（總承包商：日本動畫公司，1979年）
- 二十四之瞳（日语：二十四の瞳）（總承包商：東京電影新社，1980年）
- Nine（日语：ナイン (漫画)）（總承包商：Group Tac，負責第2部、第3部 (完結篇)，1983年－1984年）
- 將太的壽司（總承包商：STUDIO COMET，1999年）

### OVA
手塚製作公司
- 手塚治虫·哈雷傳說（日语：ラブ・ポジション ハレー伝説）（1985年）
- 森林大帝（1990年）[19]

安利美特
- 數位惡魔物語（1987年）[20]
- 妖魔（日语：妖魔 (漫画)）（1988年）[21]
- 新足球小將翼（1989年）
- 亞爾斯蘭戰記 (OVA第3、4部)（1995年）[20]
- 卒業 ～Graduation～（1993年）[22]

J.C.STAFF
- 妖刀傳（日语：妖刀伝）（1988年）
- 8號超人（1992年）[23]

Group Tac
- Nozomi♡Witches（日语：のぞみウィッチィズ）（1992年）
- 公主戰士（日语：プリンセスミネルバ）（1994年）

KSS
- 鬼切丸（日语：鬼切丸）（1994年－1995年）
- 愛天使傳說DX（總承包商：KSS，1996年）[24]
- 龍機傳承（1996年）[25]

OLM
- 別認輸！魔劍道（日语：負けるな!魔剣道）（1995年）
- CPU辣妹（日语：ぶっとび!!CPU）（1997年）
- 皮卡丘的歡樂聖誕（1998年）
- 皮卡丘的歡樂聖誕2000]（1999年）

STUDIO COMET
- 校園迷糊大王系列
  - 校園迷糊大王 一學期補習（2005年）
  - 校園迷糊大王 三學期（2008年）

其他
- 孔雀王 (OVA第2部)（總承包商：STUDIO SS，1989年）
- 華星夜曲（日语：華星夜曲）（總承包商：MAGICBUS，1989年）
- （總承包商：Studio Pierrot，]1990年）
- （總承包商：圓谷Production，1990年）
- 同级生 (OVA第1～3部)（總承包商：Triple X，1993年）
- 搞怪拍檔FLASH（總承包商：日昇動畫，1995年）
- 下級生（總承包商：PP Project，1995年）
- 娃娃★愛你（日语：ベイビィ★LOVE）（總承包商：STUDIO COMET，1997年）
- 魯邦三世 ～1美元戰爭（日语：ルパン三世～1＄マネーウォーズ）（總承包商：TMS Entertainment，2000年）
- 羔羊之歌（總承包商：MADHOUSE，2003年－2004年）
- 天罰 天使拉比☆（日语：天罰エンジェルラビィ☆）（總承包商：AIC，2004年）
- T.P.櫻 ～時空樹防衛戰～（日语：T.P.さくら 〜タイムパラディンさくら〜）（總承包商：Nomad，2011年）

動畫製作公司不明
- 變色龍（日语：カメレオン (漫画)）（1992年）
- Wolf Guy ～狼的紋章～（日语：ウルフガイ）（1993年）
- 黃龍之耳（日语：黄龍の耳）（1994年）
- BAD×○（1994年）
- 天氣預報大姊姊（日语：お天気お姉さん (漫画)）（1995年）
- （1996年）

### 電影動畫
OLM
- 劇場版 神奇寶貝系列（1998年－)
- 劇場版 動物之森（2006年）

其它
- 一千零一夜（總承包商：蟲製作公司，1969年）
- 頑皮大師（總承包商：Knack（日语：ICHI (企業)），1981年）
- 劇場版 奇諾之旅：活著的目標 -life goes on.-（總承包商：A.C.G.T，2005年）
- 翡翠森林狼與羊（總承包商：Sparky Animation、獏Enterprise，2005年）
- TRIGUN THE MOVIE Badlands Rumble（總承包商：MADHOUSE，2010年）
- 麵包超人：復活吧香蕉島（總承包商：TMS Entertainment，2012年）
- 寶石寵物電影 甜品舞公主（總承包商：STUDIO COMET，2012年）

## 相關人物
- 秋葉
- 相原澄子
- 稻葉靖之
- 春日禮兒
- 金村勝義
- 高尾克己
- 高橋和博（日语：高橋和博）
- 西倉力
- 武藤正敏
- 黛昌樹
- 鈴木森繁（創辦人，已故）
- 八村博也（創辦人）

### 腳註
1. ↑  總承包商原為瑞鷹，日本動畫公司接手時參與。
2. ↑  協利製作：SHAFT、動畫工房。
3. ↑  Group Tac負責動畫製作，總承包商為MADHOUSE。
4. ↑  從1980年的播出集數開始參與。
5. ↑  Sunshine Corporation of Japan負責動畫製作，總承包商為EIKEN。
6. ↑  特攝電影。
7. ↑  與古留美工作室、童夢共同製作的動畫。
8. ↑  與GANSIS共同製作的動畫。
9. ↑  首部以電腦製作的動畫。
10. ↑  台灣木棉花國際代理發行譯名。
11. ↑  與ZEXCS共同製作的動畫。
12. 1 2  MAGICBUS負責動畫製作，總承包商為EIKEN。
13. ↑  與雲雀工作室共同製作的動畫。
14. ↑  美國播映版。
15. ↑  協力製作：TMS Entertainment。
16. ↑  日本東京電影新社與法國動畫公司DIC合作的動畫作品。
17. ↑  與日本東京電影新社合作動畫作品。
18. ↑  日韓合作動畫作品。
19. ↑  協力製作：MADHOUSE。
20. 1 2  協力製作：J.C.STAFF。
21. ↑  與J.C.STAFF共同製作的動畫。
22. ↑  協力製作：Studio Fantasia。
23. ↑  與Sanctuary共同製作的動畫。
24. ↑  動畫實質製作為OLM。
25. ↑  動畫實質製作為MAGICBUS。

### 來源
- STUDIO JACK的公式官方網站｜會社概要／企業沿革（页面存档备份，存于）
- STUDIO JACK的公式官方網站｜作品履歷（页面存档备份，存于）

## 相關項目
- 美術指導
- 日本動畫工作室列表

## 外部連結
- STUDIO JACK（页面存档备份，存于）的官方網站 （日語）